# Acutigebia
Acutigebia is een geslacht van kreeftachtigen uit de klasse van de Malacostraca (hogere kreeftachtigen).

## Soort
- Acutigebia danai (Miers, 1876)
- Acutigebia kyphosoma Sakai, 1993
- Acutigebia laticauda Liu & Liu, 2013
- Acutigebia serrifera Liu & Liu, 2013
- Acutigebia simsoni (Thomson, 1893)
- Acutigebia trypeta (Sakai, 1970)